# Светильник открытия станционных дверей
Свети́льник откры́тия станцио́нных двере́й (СОСД) — неизображающий оптический прибор, устанавливаемый на головных (головных моторных) вагонах поездов Московско-Петроградской и Невско-Василеостровской линий Петербургского метрополитена, предназначенное для приведения в движение автоматических раздвижных дверей на станциях закрытого типа. Представляет собой блок из двух ламп (или блок с двойной лампой), расположенный снизу кузова вагона с правой стороны по ходу движения поезда.
- Расположение на головных вагонах
- 81-717.5П
- 81-556 «НеВа» — на нижней ступени к двери кабины машиниста
- 81-722.3 «Юбилейный» — за ступенями дверей кабины машиниста

## Принцип действия
После остановки поезда на станции закрытого типа и открытия дверей в нём светильник включается, подавая сигнал на фотоэлемент, который, в свою очередь, подаёт электрический сигнал на открытие платформенных раздвижных дверей.